# Eva Vodičková
Eva Vodičková, auch Eva Basch, (geb. vor 1965) ist eine tschechische Schauspielerin.

## Leben
Nachdem sie bereits in einem von Franz Antels Wirtinnen-Filmen Frau Wirtin hat auch eine Nichte mitgewirkt hatte, begegnete Antel ihr erneut in Wien an der Seite von Roman Schliesser. Antel, der über Vodičková und seine Beziehung zu ihr in seiner Autobiografie Verdreht, verliebt, mein Leben im Kapitel Eva und Antel berichtet, verlieh ihr daraufhin den Künstlernamen Eva Basch und gab ihr mehrere größere Rollen in seinen Filmen.

## Filmografie
- 1965: Eine ungewöhnliche Klasse (Neobyčejná třída)
- 1967: Automat na přání
- 1969: Frau Wirtin hat auch eine Nichte
- 1970: Bűbájosok
- 1971: Einer spinnt immer
- 1972: Außer Rand und Band am Wolfgangsee
- 1972: Sie nannten ihn Krambambuli
- 1972: Die lustigen Vier von der Tankstelle